# Capitán Solari
Capitán Solari é uma cidade da Argentina, localizada na província de Chaco.